# Simone Ponzi
Simone Ponzi (Manerbio, provincia de Brescia, el 17 de enero de 1987) es un ciclista italiano.
Antes de ser profesional tuvo algunas acciones destacadas, como una victoria de etapa en el Giro della Valle d'Aosta, o la medalla de plata en la prueba de ruta en la categoría sub-23, en el Campeonato Mundial de Ciclismo en Ruta de 2008, disputado en Varese, donde solamente se vio superado por el colombiano Fabio Duarte.
Es profesional desde 2009, cuando debutó con el equipo Lampre. En 2011 fichó por el equipo, también italiano, Liquigas-Cannondale, equipo en el que permaneció una temporada para luego pasar al equipo Astana Pro Team. En 2014 fichó por el equipo Neri Sottoli.

## Palmarés
| 2007 - Trofeo Franco Balestra - Trofeo Zssdi 2008 - 1 etapa del Giro del Valle de Aosta - 2.º en el Campeonato Mundial en Ruta sub-23 2011 - 3.º en el Campeonato de Italia en Ruta - Gran Premio de Kranj - Coppa Papà Carlo 2012 - 1 etapa del Tour de Eslovenia | 2013 - 1 etapa de la Vuelta a Burgos - Trittico Lombardo (ver nota) 2014 - Gran Premio Costa de los Etruscos - Dwars door Drenthe - Gran Premio Nobili Rubinetterie - Trittico Lombardo (ver nota) |

## Resultados en Grandes Vueltas
| Carrera | Carrera         | 2009 | 2010 | 2011 | 2012 | 2013 | 2014  | 2015 | 2016 | 2017  | 2018 |
| ------- | --------------- | ---- | ---- | ---- | ---- | ---- | ----- | ---- | ---- | ----- | ---- |
|         | Giro de Italia  | —    | —    | —    | 88.º | —    | 106.º | —    | —    | 126.º | —    |
|         | Tour de Francia | —    | —    | —    | —    | —    | —     | —    | —    | —     | —    |
|         | Vuelta a España | —    | —    | —    | —    | —    | —     | —    | —    | —     | —    |

—: no participa

Ab.: abandono

## Equipos
- Lampre (2009-2010)
- Liquigas-Cannondale (2011)
- Astana Pro Team (2012-2013)
- Neri Sottoli (2014-2015)
- CCC Sprandi Polkowice (2016-2017)
- Nippo-Vini Fantini-Europa Ovini (2018)